# Шарлотенбург (дворец)
Дворецът „Шарлотенбург“ (на немски: Schloss Charlottenburg) е сред най-изисканите представители на бароковата архитектура в Германия. Разположен е в едноименния район на Берлин.
Построен е по разпореждане на съпругата на Фридрих I, кралица София Шарлота Хановерска. Първоначално носи името Литценбург (на немски: Lietzenburg) и е лятна резиденция, но постепенно се разраства в масивно съоръжение.
Главният вход на замъка има 48-метров купол, увенчан с позлатена статуя на Фортуна. В главното крило на двореца са се разполагали апартаментите на Фридрих I. Особен интерес представлява Залата за приеми – огромно помещение с високи сводове, ниши и барелефи. В самия край на западното крило се намира Порцелановата зала, съдържаща прекрасна сбирка от китайски порцелан.
От източната страна на замъка е разположена лятна вила в италиански стил – павилионът Шинкел (на немски: Schinkel Pavillon). Карл Фридрих Шинкел – водещ архитект от онова време, построява дома през 1825 г. Днес там се намира неголям, но достоен за посещение музей, където са изложени рисунки и скици на художници от началото на 19 век. Някои от рисунките са дело на самия Шинкел.
- Градината Шарлотенбург
- Входът на двореца Шарлотенбург през нощта